# Limbo (album)
Limbo è il settimo album in studio del gruppo musicale statunitense Throwing Muses, pubblicato nel 1996.  Dopo la sua pubblicazione il gruppo si sciolse fino al 2003 quando si ricostituì per pubblicare un nuovo album.

## Descrizione
L'album venne registrato nello studio di New Orleans dove la band aveva registrato anche il precedente, University. Nell'album suonano anche il violoncellista Martin McCarrick e il pianista Robert Rust. I disegni della copertina dell'album e delle note di copertina sono stati realizzati da Gilbert Hernandez. Dopo un tour di promozione dell'album, il gruppo si sciolse e Kristin Hersh continuò come solista mentre David Narcizo e Bernard Georges si impegnarono in diversi progetti personali e musicali, collaborando anche a quello solista della stessa Hersh. 
| Recensione     | Giudizio |
| -------------- | -------- |
| AllMusic       |          |
| Piero Scaruffi |          |

## Tracce
1. "Buzz" – 3:18
2. "Ruthie's Knocking" – 3:25
3. "Freeloader" – 3:28
4. "The Field" – 3:28
5. "Limbo" – 4:26
6. "Tar Kissers" – 3:07
7. "Tango" – 2:57
8. "Serene" – 2:49
9. "Mr. Bones" – 3:09
10. "Night Driving" – 4:57
11. "Cowbirds" – 3:53
12. "Shark" – 3:12
13. "White Bikini Sand" (hidden track) – 3:32

## Formazione
- Kristin Hersh: chitarra, voce
- Tanya Donelly: chitarra, voce
- Leslie Langston: basso
- David Narcizo: batteria

## Classifiche
- Official Charts Company - Album del Regno Unito: 36º posto per 2 settimane nel 1995[7]

## Pubblicazione e formati
| Formato  | Casa discografica   | Numero di catalogo | Paese     | Anno |
| CD       | 4AD                 | CAD 6014 CD        | UK        | 1996 |
| LP       | 4AD                 | CAD 6014           | UK        | 1996 |
| CD       | Rykodisc            | RCD 10354          | USA       | 1996 |
| Cassette | 4AD                 | CAD C 6014         | UK        | 1996 |
| CD       | Rough Trade Germany | RTD 120.2039.2     | Germania  |      |
| CD       | 4AD                 | CAD 6014 CD        | Benelux   | 1996 |
| Cassette | Rykodisc            | RAC 10354          | USA       | 1996 |
| CD       | 4AD                 | CAD 6014 CD        | Italia    | 1996 |
| CD       | 4AD                 | CAD 6014 CD        | Svezia    | 1996 |
| CD       | Cortex              | CTX061CD           | Australia | 1996 |
| CD       | Everlasting Records | EVERCD024          | Spagna    | 1996 |
| CD       | 4AD                 | 724384196424       | Europa    | 1996 |
| Cassette | Sonic Records       | SONC 127           | Polonia   | 1996 |
| CD       | 4AD                 | 7243 8 41964 2 4   | Francia   | 1996 |
| CD       | 4AD                 | CAD 6014 CD        | UK        | 1996 |
| CD       | Sonic Records       | SON 127            | Polonia   |      |